# Тихонькая
Ти́хонькая (алт. Басты-Кем) — село в Усть-Коксинском районе Республики Алтай. Входит в Верх-Уймонское сельское поселение.

## География
Село расположено на юго-западе республики, в долине на правом берегу реки Катунь. Через село протекает река Большой Окол, берущая свое начало на белках Катунского хребта. 
Уличная сеть
В селе 7 улиц.
Климат
Климат резко континентальный, в связи с географическим положением и близостью реки Катунь и Катунского хребта, зимой температуры падают до −50 градусов, летом, уже в августе возможны заморозки. Однако воздух может прогреваться и до +35-40 градусов по Цельсию. Лето короткое, умеренно влажное. Зима снежная, солнечная, длится около 5 месяцев.
Расстояние до
- районного центра Усть-Кокса 15 км.
- областного центра Горно-Алтайск 196 км[6].

Транспорт
Через село проходит автодорога Верх-Уймон — Мульта. Районный центр и село Тихонькая связывает автомобильная дорога. Есть автобусное сообщение с соседними селами Мульта и Верх-Уймон. Рейсовый автобус Мульта- Барнаул имеет остановочный пункт в поселении.

## История
История села Тихонькая напрямую связана с освоением Уймонской долины старообрядцами в конце XVIII века. Первые поселенцы появились в Горном Алтае в попытке найти укромное место для свободного следования своему вероисповеданию. Изначально возникали заимки вокруг обжитых сел. Сооруженные на заимках избы предназначались для сезонного проживания, а также выпаса скота, а затем становились постоянным местом проживания. Так возникло и поселение Тихонькая, изначально бывшая заимка семьи Атамановых «Оккол», расположившаяся в семи километрах от большого села Верх-Уймон. Долгая история обживания Сибири раскольниками сформировала пёструю картину представителей дореформенного православия, которые оказались на Алтае в результате внутренней миграции населения. Староверы-стариковцы до настоящего времени объединены вокруг центра общины — села Мульта, куда на праздники приезжают люди из соседних сел, в том числе из села Тихонькая.
Официальной датой создания села Тихонькая считается 1930 год, когда на Алтае происходило образование новых колхозов и устанавливалась советская власть.

## Население

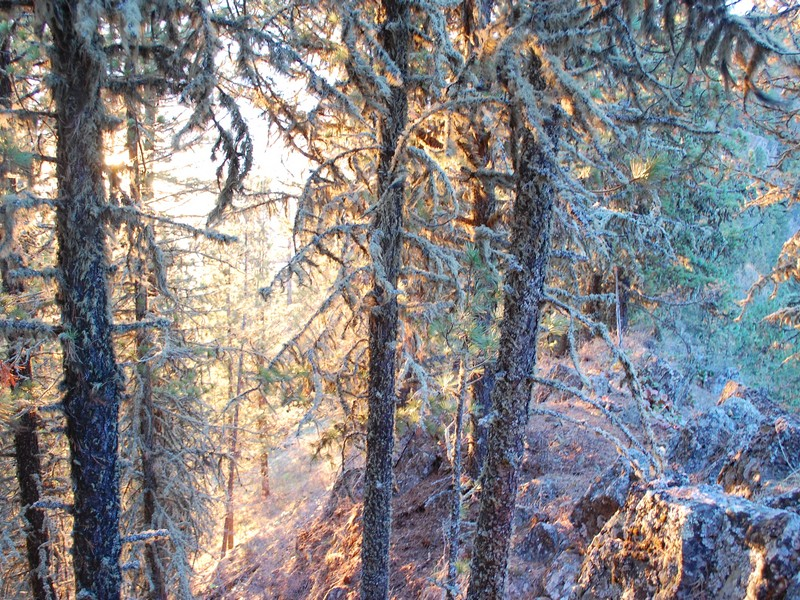
Седой Алтай.

| 2010 | 2011 | 2012 | 2013 | 2014 | 2015 | 2016 |
| ---- | ---- | ---- | ---- | ---- | ---- | ---- |
| 425  | ↗426 | ↗434 | ↘432 | ↗435 | ↘431 | ↗439 |

## Инфраструктура
В селе есть ООО «Тихонькое», занимающееся разведением оленей, лошадей, ослов и мулов, а также выращиванием зерновых и зернобобывых культур.
Недавно в селе открыт цех по изготовлению козьего сыра. Фермерское хозяйство, расположенное в стороне от села Тихонькое, производит собственный фирменный сыр, носящий название «Тапарнак» — по названию урочища, где находится хозяйство ЛПХ.
Удаленность села от районного центра способствует развитию натурального хозяйства. Многие жители села Тихонькая сами обеспечивают себя продуктами, выращивая их на приусадебных участках, продают мясо, выращенное на подворье, либо торгуют шерстью, полученной от овец и мёдом, собранных с личных пасек.
В селе работает муниципальное бюджетное общеобразовательное учреждение «Тихоньская основная общеобразовательная школа», открытая в 1970 году. На ее базе открыт филиал детского сада «Родничок».
Есть филиал библиотеки, сельский дом культуры. Фельдшерско-акушерский пункт принимает жителей села с 1950 года .

## Культура
В селе есть фольклорные ансамбли: «Сиберия», где поют и выступают взрослые жители села и «Товарочка» — детский творческий коллектив, без творческих ансамблей не обходится ни один праздник района.